# Сидрифт (Тексас)
Сидрифт (енгл. Seadrift) град је у америчкој савезној држави Тексас. По попису становништва из 2010. у њему је живело 1.364 становника.

## Демографија
Према попису становништва из 2010. у граду је живело 1.364 становника, што је 12 (0,9%) становника више него 2000. године.
| Група             | 2000.       | 2010.       |
| Белци             | 821 (60,7%) | 750 (55,0%) |
| Афроамериканци    | 12 (0,9%)   | 5 (0,4%)    |
| Азијати           | 138 (10,2%) | 87 (6,4%)   |
| Хиспаноамериканци | 366 (27,1%) | 506 (37,1%) |
| Укупно            | 1.352       | 1.364       |